# Halowe Mistrzostwa Europy w Lekkoatletyce 1970 – bieg na 800 m kobiet
Bieg na 800 metrów kobiet – jedna z konkurencji biegowych rozgrywanych podczas halowych lekkoatletycznych mistrzostw Europy w hali Stadthalle w Wiedniu. Eliminacje i bieg finałowy zostały rozegrane 15 marca 1970. Zwyciężyła reprezentantka Austrii Maria Sykora. Tytułu z poprzednich igrzysk nie broniła Barbara Wieck z Niemieckiej Republiki Demokratycznej.

## Rezultaty

### Eliminacje
Rozegrano 2 biegi eliminacyjne, do których przystąpiło 11 biegaczek. Awans do finału dawało zajęcie jednego z czterech pierwszych miejsc w swoim biegu (Q).
Opracowano na podstawie materiału źródłowego.
Bieg 1
| Miejsce | Zawodniczka          | Czas   | Uwagi |
| ------- | -------------------- | ------ | ----- |
| 1       | Hildegard Janze      | 2:09,9 | Q     |
| 2       | Ilja Keizer          | 2:10,5 | Q     |
| 3       | Ludmiła Bragina      | 2:10,7 | Q     |
| 4       | Zofia Kołakowska     | 2:10,9 | Q     |
| 5       | Annelise Damm Olesen | 2:14,5 |       |

Bieg 2
| Miejsce | Zawodniczka       | Czas   | Uwagi |
| ------- | ----------------- | ------ | ----- |
| 1       | Ludmiła Safronowa | 2:12,9 | Q     |
| 2       | Maria Sykora      | 2:13,0 | Q     |
| 3       | María Fuentes     | 2:14,9 | Q     |
| 4       | Swetła Złatewa    | 2:14,9 | Q     |
| 5       | Rosemary Stirling | 2:16,8 |       |
| 6       | Wenche Sørum      | 2:18,9 |       |

### Finał
Opracowano na podstawie materiału źródłowego.
| Miejsce | Zawodniczka       | Czas   |
| ------- | ----------------- | ------ |
| 1       | Maria Sykora      | 2:07,0 |
| 2       | Ludmiła Bragina   | 2:07,5 |
| 3       | Zofia Kołakowska  | 2:07,6 |
| 4       | Ilja Keizer       | 2:07,7 |
| 5       | Ludmiła Safronowa | 2:07,9 |
| 6       | Swetła Złatewa    | 2:08,6 |
| 7       | María Fuentes     | 2:09,0 |
| 8       | Hildegard Janze   | 2:09,5 |